# Hotel Savoy (novela)
Hotel Savoy es una novela de 1924 del escritor austriaco Joseph Roth. Su historia se ambienta en el Hotel Savoy de Łódź, donde solitarios veteranos de guerra, bailarinas de variedades y otros sueñan con lugares mejores. 

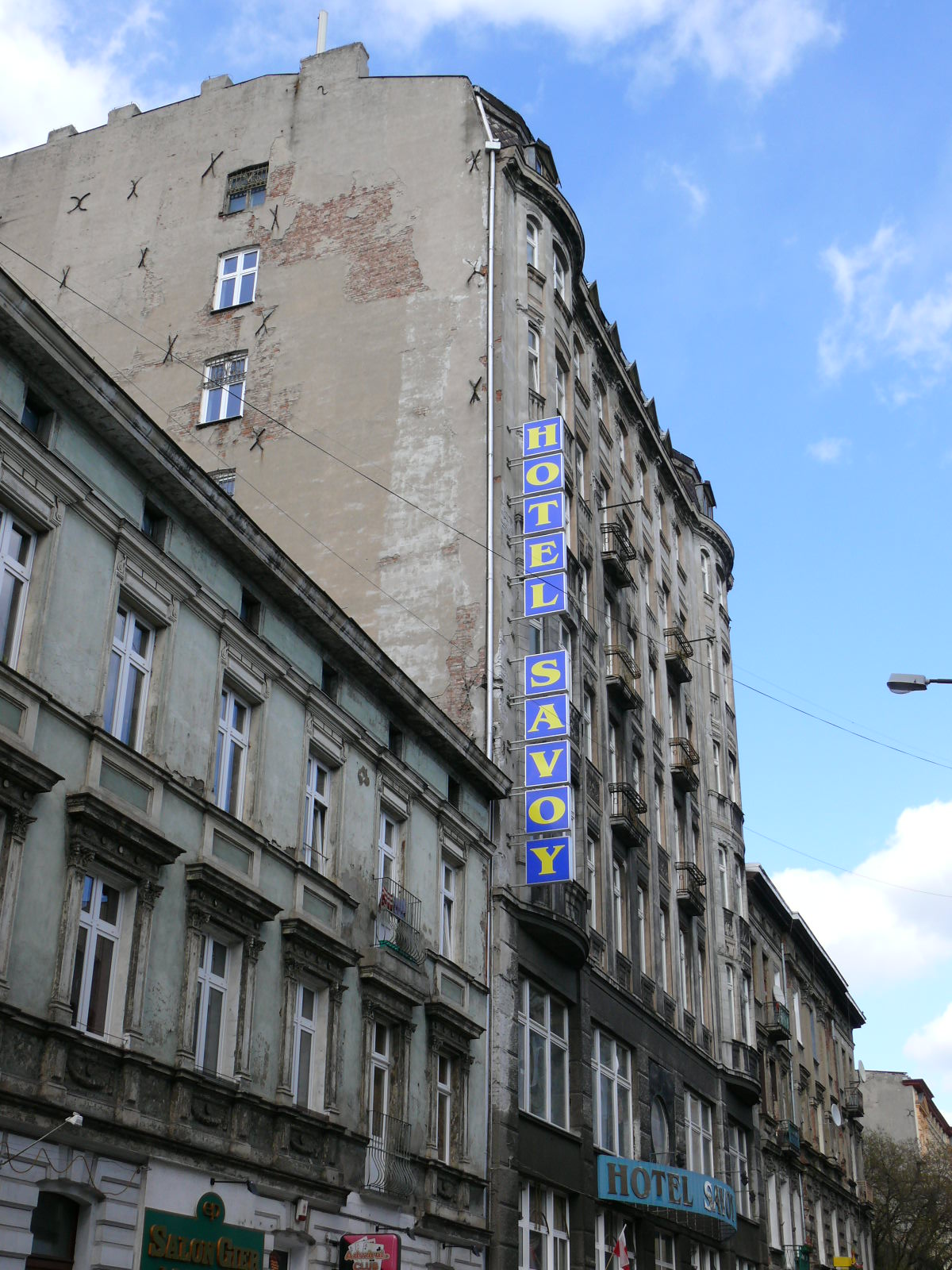
Hotel Savoy de Łódź en 2007; desde entonces ha sido renovado.

## Publicación
La novela se publicó por entregas en el Frankfurter Zeitung entre el 9 de febrero y el 16 de marzo de 1924. Se publicó como libro en Alemania por Verlag Die Schmiede más tarde ese mismo año. La primera traducción al español la hizo Seix Barral en 1971 y, en 1986, The Overlook Press publicó una traducción al inglés de John Hoare.
Hotel Savoy es un reflejo de la sociedad centroeuropea de entreguerras, marcada por la vuelta a casa de los combatientes (pobres, enfermos, desahuciados), el surgimiento del fascismo y del comunismo, la crisis de valores provocada por la Gran Guerra. Pero este retrato no es realista a la manera decimonónica, sino que tiene un aire inconfundiblemente centroeuropeo, con elementos vanguardistas y un estilo impresionista, de frases y párrafos cortos y cortantes. El estilo de Roth rehúye de la sintaxis compleja y de la descripción minuciosa. Su lenguaje resulta situarse en la plácida franja donde convergen de alguna manera lo necesario con lo onírico, dando lugar a un universo real y asolado a la par por espíritus de ideas suspensas entre paréntesis imaginarios.
La obra de Roth es de dominio público.

## Recepción
Herbert Gold reseñó el libro para The New York Times en 1987: "Como el techo de una habitación de hotel, la narración es transparente, revelando una soledad alucinante, una presencia fuera del tiempo, un alma flotando en Europa Central y Oriental. Nada de esto es mero surrealismo de café o angustia; uno de los logros de Roth es dar una sensación de estricta exactitud; su historia es un escenario lacónico, con personajes ofrecidos como hechos." Gold continuó: "El estilo ágil de Roth hace que las cosas sucedan con naturalidad; vemos, oímos, olemos y creemos. El don de un narrador alegre permanece precariamente vivo dentro del pesimismo de la decadencia y la pérdida. Aunque el narrador del cuento diga que 'ahí no hay final, no hay ruptura, siempre hay continuidad y conexión', su arte es amable y nos lleva a una conclusión satisfactoria tras lo escabroso de los acontecimientos"

## Sinopsis de Hotel Savoy
Un joven judío vienés, prisionero durante tres años, vuelve a casa una vez liberado, al término de la Primera Guerra Mundial. Aún en tierra extranjera, en una de sus paradas se hospedará en el Hotel Savoy, escenario suspendido en una atmósfera desconcertante e ilusoria, donde iniciará - fruto de la «convivencia» con los distintos ocupantes del hotel - su particular aprendizaje de la vida. Irónico, crítico, conciso y equilibradamente poético, Joseph Roth nos adentra en la vida bulliciosa de este particular hotel como un apicultor experto en un enjambre convulsionado.